# Fiamme Oro Rugby 2018-2019

## TOP12 2018-19

### Stagione regolare
| Incontro                   | Andata | Ritorno |
| -------------------------- | ------ | ------- |
| Fiamme Oro — Mogliano      | 45-17  | 60-10   |
| Reggio Emilia — Fiamme Oro | 43-29  | 35-33   |
| Fiamme Oro — I Medicei     | 15-14  | 21-27   |
| Calvisano — Fiamme Oro     | 7-8    | 31-13   |
| Valsugana — Fiamme Oro     | 22-31  | 31-43   |
| Fiamme Oro — Rovigo        | 22-17  | 27-52   |
| Viadana — Fiamme Oro       | 27-14  | 24-29   |
| Fiamme Oro — Verona        | 68-14  | 29-26   |
| San Donà — Fiamme Oro      | 10-3   | 19-50   |
| Fiamme Oro — S.S. Lazio    | 25-0   | 31-34   |
| Petrarca — Fiamme Oro      | 18-10  | 27-24   |

#### Risultati della stagione regolare
| Posizione | G  | V  | N | P  | PF  | PS  | DP   | B  | Pt |
| --------- | -- | -- | - | -- | --- | --- | ---- | -- | -- |
| 5ª        | 22 | 12 | 0 | 10 | 606 | 478 | +128 | 19 | 67 |

## Continental Shield 2018-19

### Prima fase

#### Gruppo A
| Incontro                          | Andata | Ritorno |
| --------------------------------- | ------ | ------- |
| Calvisano — Fiamme Oro            | 35-20  | 33-10   |
| Fiamme Oro — Lok’omot’ivi Tbilisi | 22-29  | 10-47   |

##### Risultati del gruppo A
| Posizione | G | V | N | P | PF | PS  | DP  | B | Pt |
| --------- | - | - | - | - | -- | --- | --- | - | -- |
| 3ª        | 4 | 0 | 0 | 4 | 62 | 144 | -82 | 1 | 1  |

## Convocazioni internazionali
- Michelangelo Biondelli -  Italia